# Schmitke
Schmitke ist ein Film von Stepan Altrichter aus dem Jahr 2014 nach einer Kurzgeschichte von Tomás Koncinský. Der Kinostart in Deutschland war am 5. November 2015.

## Handlung
Der 57-jährige Julius Schmitke, ein deutscher Ingenieur für Windkraftanlagen, fühlt sich krank und alt. Da der berufliche Erfolg ausbleibt, wird er mit seinem jüngeren Kollegen Thomas ins tschechische Erzgebirge geschickt, wo sie das alternde Windrad C 174 reparieren sollen. Wie Schmitke ächzt es unter seiner Last und dem Alter. Als Thomas plötzlich verschwindet, geschehen merkwürdige Dinge, und Schmitke beginnt, den Geist des Waldes zu spüren. Je länger er durch die Wälder streift, desto mehr überrascht es ihn, dass die Expedition eine Reise zu sich selbst zu sein scheint.

## Kritik
Der Filmdienst urteilte, der „in stoischer Ruhe zwischen Komödie und subtilem Fantasy-Humor oszillierende Film“ lebe „von seinem authentischen Personal und einem herausragenden Hauptdarsteller“. Er sei eine „Wildnis-Therapie auf den Spuren der deutschen Romantik als Weckruf im Strom besinnungslosen Funktionierens“.

## Auszeichnungen
- Filmkunstfest Mecklenburg-Vorpommern 2015: FIPRESCI-Preis der deutschsprachigen Filmkritik, Beste Musik- und Tongestaltung
- FilmFestival Cottbus 2014: Bester Debütfilm